# Bassos
Bassos (altgriechisch Βάσσος) war ein griechischer Koroplast, der im 1. oder 2. Jahrhundert in Myrina in Kleinasien tätig war.
Bassos ist nur von Signaturen auf zwei Tonstatuetten bekannt, von denen sich eine auf der Statuette eines Knaben mit einer Amulettkapsel und die andere auf dem Sockel einer drapierten Figur findet. Die Statuette des Knaben befindet sich heute im Louvre in Paris.